# Чарльз Месьюр
Чарлз Месью́р — австралійський актор англійського походження, працює у Новій Зеландії та США. Відомий своїми ролями у телесеріалах «Street Legal» (2000), «Геркулес», «Ксена: принцеса-воїн», «Загублені» («Lost»), «Шалені гроші» («Outrageous Fortune») та «V (телесеріал)» («Візитери»).

## Біографія
Чарлз Вільям Девід Месьюр народився у середу 12 серпня 1970 року у Сомерсеті, Англія. У віці п'яти років разом з батьками емігрував до Австралії. З 1982 до 1987 навчався у приватній школі-інтернаті Ньювінгтон у західному передмісті Сіднея. Згодом вступив до юридичного факультету університету міста Сідней, де почав брати активну участь в університетському театральному товаристві, а також співати у капелі Cinco. Після закінчення Національного інституту драматичного мистецтва (National Institute of Dramatic Art (NIDA)) у 1995 році, Чарлз переїхав до Нової Зеландії, де розпочав активно зніматися у телесеріалах («City Life», «Duggan», «Street Legal»). За роль у кримінальному телесеріалі «Street Legal» 2000—2003 (для якого він написав кілька сценаріїв) отримав нагороду найкращого актора другого плану.
У 2004 році переїхав до США, де знімався у кількох популярних серіалах. Найвдалішим з них був «Crossing Jordan», у якому Чарлз майстерно зіграв репортера Джей Ді Поллака. У 2008 році повернувся до Нової Зеландії, де працював ще в трьох хітових телесеріалах. Найпомітнішою стала роль офіцера поліції Зейна Джерарда у п'ятому сезоні новозеландського телесеріалу «Шалені гроші» («Outrageous Fortune»). Іншими двома телесеріалами були «Kaitangata Twitch» та «This is Not My Life» («Це не моє життя»), у яких Чарлз Месьюр виконав свої перші у кар'єрі головні ролі.
У 2009 році з'явився у першому сезоні американського науково-фантастичного телевізійного серіалу «V» на каналі ABC, рімейку культового мінісеріалу 1983 року, у ролі найманого вбивці та колишнього вояка головного підрозділу спеціальних сил Британської Армії Кайла Гоббса. Створення другого сезону телесеріалу розпочнеться у серпні, а світ побачить лише наприкінці жовтня 2010.

## Вибрана фільмографія
- 1997–2001 — «Ксена: принцеса-воїн» (7 серій)
- 1998–1999 — «Геркулес: Легендарні подорожі» (2 серії)
- 2005 — «Загублені» (2 серії)
- 2005 — «Бугімен»
- 2005–2007 — «Розслідування Джордан» (12 серій)
- 2006 — «Кістки» (2 серія)
- 2009–2010 — «Шалені гроші» (14 серій)
- 2010–2011 — «V» (18 серій)
- 2011–2012 — «Відчайдушні домогосподарки» (15 серій)
- 2013 — «34-й батальйон»
- 2018 — «Окупація»